# Porta (Pirenei Orientali)
Porta (in catalano Porta) è un comune francese di 144 abitanti situato nel dipartimento dei Pirenei Orientali nella regione dell'Occitania.

## Geografia fisica

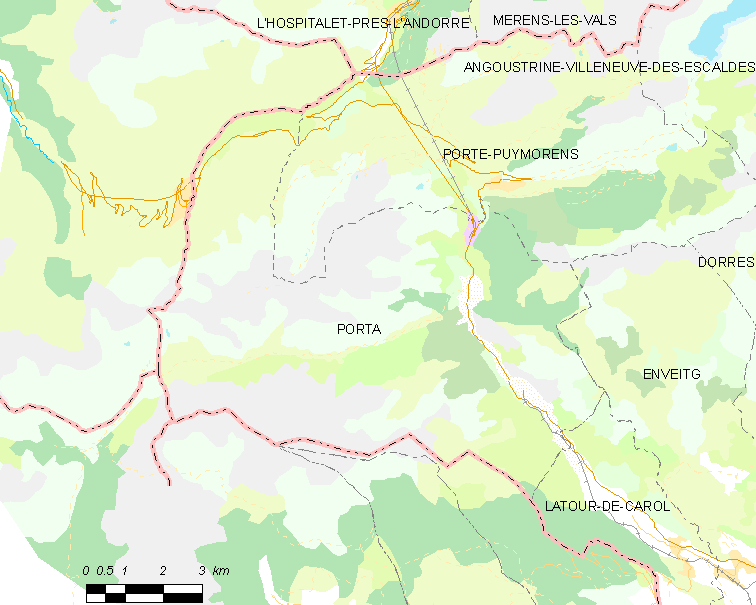
Situazione di Porta

Il comune è bagnato dai fiumi Segre e Ariège, è costituito dal paese di Porta e dalle frazioni di Carol e Cortvassil nell'alta valle del Segre e dalla località di Las Bailletas nell'alta valle dell'Ariège al confine con Pas de la Casa (Andorra), ed è un valico molto utilizzato per i francesi che si recano ad Andorra. Fa parte della regione storica nota come Cerdagna.

## Società

### Evoluzione demografica
Abitanti censiti